# Comuna Novoivanivka, Nikopol
Novoivanivka (în ucraineană Новоіванівка) este o comună în raionul Nikopol, regiunea Dnipropetrovsk, Ucraina, formată din satele Novoivanivka (reședința), Novoselivka și Vîsoke.

## Demografie
Componența lingvistică a satului Novoivanivka
     Ucraineană (91,26%)
     Rusă (7,75%)
     Alte limbi (0,84%)
Conform recensământului din 2001, majoritatea populației satului Novoivanivka era vorbitoare de ucraineană (91,26%), existând în minoritate și vorbitori de rusă (7,75%).